# Pierre-Jean-Baptiste Chaussard
Pour les articles homonymes, voir Chaussard.
 (février 2012).
Si vous disposez d'ouvrages ou d'articles de référence ou si vous connaissez des sites web de qualité traitant du thème abordé ici, merci de compléter l'article en donnant les références utiles à sa vérifiabilité et en les liant à la section « Notes et références ».
Pierre-Jean-Baptiste Chaussard, dit Publicola Chaussard, né le 29 janvier 1766 à Paris et mort dans cette même ville le 30 septembre 1823, est un littérateur et poète français, homme politique et théophilanthrope.

## Biographie

### Avant la Révolution française
Pierre Chaussard est le fils de l'architecte Jean-Baptiste Chaussard (1729-1818) et d'Anne Michelle Chevotet, fille de l'architecte du roi Jean-Michel Chevotet. Après avoir achevé ses études au collège de Lisieux, sous la direction de Dupuis, l’auteur de L'origine de tous les  cultes, Pierre-Jean-Baptiste Chaussard est reçu avocat, et se partage dès lors entre le travail du cabinet et la culture des lettres.
Pierre Chaussard fait imprimer, en 1787 une Ode sur le dévouement du duc de Brunswick, et cette pièce lui vaut une place dans le Petit Almanach d'Antoine de Rivarol. Deux ans après, il publie sous le titre sa Théorie des lois criminelles,  un traité qu'il compose pour quelque Académie. L'académie de Châlons-sur-Marne donne en concours cette question : l'extrême sévérité des  peines diminuera-t-elle le  nombre et  l'énormité des  crimes ?.  Chaussard est l'un des écrivains qui traitent de ce sujet, et dans lequel il met, en style déclamatoire, les raisons données par Beccaria de prouver la nécessité d'adoucir les lois pénales.

### Après le 14 juillet 1789
Pierre Chaussard devient un chaud partisan de la Révolution française, il en défend les principes dans plusieurs pamphlets, et devient l'un des rédacteurs de La Sentinelle, journal qui reçoit des subsides du ministre Jean-Marie Roland de La Platière. Il est donc girondin, un modéré, contrairement à ce qu’affirmeront ses détracteurs ultras, après 1815.
Longtemps avant qu'il soit de mode de renoncer à son nom patronymique, il change le sien contre celui de Publicola. Ce dernier, fils de Consul, accusé de commettre l'inceste avec sa mère, de conspirer contre la vie de son père, et qui avait embrassé la partie républicaine, correspond en partie à son profil et son évolution, puisque Chaussard rejette sa famille et surtout ses parents et ses protecteurs, et se bat lui aussi pour mettre fin à un ancien régime, puis pour défendre la République. En 1791, il écrit  La France régénérée.

### Commissaire du pouvoir exécutif en Belgique
Vers la fin de 1792, Chaussard est envoyé par le ministre Lebrun-Tondu, en Belgique, avec le titre de Commissaire du pouvoir exécutif. Il est chargé de faire appliquer le décret du 15 décembre, que Danton fait approuver par la Convention : « Suppression radicale de toutes les autorités établies en Belgique. Élimination de nos lois traditionnelles. Saisie du produit des impôts que nous versions à notre souverain de Vienne. »
Le but de sa mission est surtout d'introduire dans ces provinces les idées révolutionnaires, et il se met aussitôt à l’œuvre avec ses collègues. Malgré ses prédications, et quoiqu'il ait remplacé dans toutes les villes les anciens magistrats par des patriotes, il ne cesse pas de rencontrer encore des obstacles à ses volontés. Ainsi, lorsqu'il veut  faire arrêter Corneille-François de Nélis, évêque d'Anvers, pour le conduire à la citadelle de Lille, les administrateurs le font eux-mêmes évader.
Chaussard furieux donne l'ordre d'arrêter les administrateurs, ainsi que soixante-sept des habitants les plus notables. Mais Dumouriez enjoint à Chaussard ainsi qu'à ses collègues de partir sur-le-champ pour Bruxelles. Chaussard n'étant commissaire national qu'à Bruxelles. À Anvers, ce sont Tronquet-Saint-Michel et Collin, des républicains modérés.
Pendant que sa mission en Belgique est un échec, Publicola Chaussard imagine la future Confédération du Rhin, pour affaiblir le Saint-Empire romain germanique dans De l'Allemagne et de la maison d'Autriche, écrit dès 1792. 
Dans Histoire de la terreur, 1792-1794, Louis Mortimer Ternaux parle du : littérateur Publicola Chaussard, dont le pédantisme n'avait d'égal que la sottise.

### Chef des bureaux du Comité de salut public
Publicola Chaussard quitte peu de temps après la Belgique. De retour à Paris, il s’empresse de dénoncer Dumouriez et il voudra se faire un mérite d'avoir le premier révélé sa Conjuration.  Ses services sont récompensés par la place, alors très importante, de secrétaire de la mairie de Paris ; et ensuite par celle de chef des bureaux du Comité de salut public, place plus importante encore.
Pendant la Terreur, Chaussard est placé trois fois sur les listes de suspects promis à  l'exécution de Maximilien de Robespierre, car on le soupçonne d'être resté un Girondin.

### Après le 9 Thermidor
Après le 9 Thermidor, il est nommé à nouveau secrétaire de la mairie de Paris, puis bientôt après Secrétaire général de l'instruction publique. Les questions d'éducation dépendent à cette époque du Ministère de l'Intérieur.
Son protecteur est Louis-Marie de La Révellière-Lépeaux, et il figure parmi les orateurs théophilanthropes. 
Chaussard publie, de 1798 à 1803, un assez grand nombre d'ouvrages sous des pseudonymes, par exemple, celui de Dr Dicaculus, Le nouveau diable boiteux, tableau philosophique et moral de Paris (1799).
Ses amis  le font nommer, en 1803, professeur au collège de Rouen, d'où il passe, l'année suivante, à celui d'Orléans. Ses essais sur Horace, insérés dans les journaux, et précédés d'un avertissement, où il annonçait le projet « de traduire le poète latin vers par vers, et de l'éclaircir par un commentaire rapide, et de goût plutôt que d'érudition » attirent l'attention du conseil de l'université. En 1805, il obtient la place de professeur de poésie latine à l'Académie de Nîmes ; et deux ans après il est autorisé par Jean-Pierre Louis de Fontanes, Grand maître de l'Université, à rester à Paris, comme chargé de travaux classiques, en conservant son traitement et son titre.

### Chaussard critique d'art
Sous le Consulat et le premier Empire Chaussard exerce l'activité de critique d'art pour le Journal des arts, faisant un compte rendu annuel des œuvres exposées au Salon de peinture et de sculpture. Il défend la peinture de David dont il écrit la première biographie dans Le Pausanias français paru lors du Salon de 1806. Il critique durement Dominique Ingres dont il qualifie le portrait de Madame Rivière de « gothique » et concernant le  portrait de Napoléon Ier sur le trône impérial il reproche à Ingres  « de faire rétrograder l’art de quatre siècles, de nous reporter à son enfance, de ressusciter la manière de Jean de Bruges ».

### La Restauration
Le retour des Bourbons le prive de ces avantages. Écarté du corps enseignant, sans pension de retraité, comme du temps où il était au pouvoir des fonctionnaires de Louis XVI, Chaussard doit chercher de nouveau des ressources dans la culture des lettres. Ses amis républicains lui restant fidèles.
Il meurt à Paris, le 30 septembre 1823, dans sa 58e année.  Chaussard était membre de l'Institut de Hollande et de l'académie de Rouen.

## L'œuvre de Chaussard
- Esprit de Mirabeau ou Manuel de l'homme d'état, des publicistes, etc,"An cinquième de la République "(1797)  Paris, Buisson, sans nom d'auteur et 1803, même éditeur.avec son nom.
- Jeanne d'Arc. Recueil historique et complet, Orléans, Darnault-Maurant : 1806
- Lettre d'un homme libre à l'esclave Raynal, Impr. du cercle social
- L'Industrie ou les arts, ode publiée à l'occasion de la fête du Ier Vendémiaire an VII, Paris, imp. de P. Didot l'aîné : 1806
- Sur la Gloire du XIXe siècle. Discours prononcé le 14 août 1807... au lycée d'Orléans, Paris, Impr. de Porthmann : 1807
- Alarmes de la moderne Carthage, ou l'Ombre de Nelson au peuple anglais, ode, Paris, impr. de Jeunehomme : 1806
- Chant de paix et de victoire, ode,
- Coup d'œil sur l'intérieur de la République française, ou Esquisse des principes d'une révolution morale, Paris, Moutardier : an VII
- De l'Allemagne et de la maison d'Autriche, éditeur inconnu, Paris, rue du Théâtre-Français, n ° 4, 1792
- De la Maison d'Autriche et de la coalition, ou Intérêts de l'Allemagne et de l'Europe, Moutardier, Paris, 1797
- Discours sur les principes de l'éducation lycéenne, et les avantages de l'union des sciences et des lettres, prononcé à l'inauguration du lycée d'Orléans, le 16 vendémiaire, an XIII, par P. J. B. Chaussard... Jacob l'aîné, À Orléans, 1804
- Dithyrambe sur la fête républicaine du 10 août,
- Eloge funèbre de nos frères d'armes morts à la glorieuse journée du 10 août, prononcé par Publicola Chaussard,... en présence d'une députation des fédérés des quatre-vingt-trois départements et des citoyens de la section du Louvre... le... 17 août l'an VI de la liberté... (Paris,), impr. de Martin
- Esprit de Mirabeau, ou Manuel de l'homme d'État... Paris, Buisson : 1797
- Essai philosophique sur la dignité des arts... Paris, Impr. des sciences et des arts : an VI
- Examen de l'homme des champs Appel aux principes, ou Observations classiques et littéraires sur les Géorgiques françaises... (Paris,), an IX
- Fête des arts. Projet relatif à la translation des objets d'art conquis en Italie, adressé au ministère de l'Intérieur, Paris, Pougens : 15 floréal an VI
- Fêtes et courtisanes de la Grèce, supplément aux voyages d'Anacharsis et d'Antenor, F. Buisson, Paris, 1801
- Fragmens d'un poème sur les victoires nationales, (S. l., an VII.)
- Héliogabale, ou Esquisse morale de la dissolution romaine sous les empereurs, Paris, Dentu : an X-1802
- Heur et malheur ou trois mois de la vie d'un fol et de celle d'un sage
- Heur et malheur, ou Trois mois de la vie d'un fol et de celle d'un sage, roman français, suivi de Deux soirées historiques, par l'auteur du Nouveau Diable boiteux, Paris, Buisson : 1806
- Mémoires historiques et politiques sur la révolution de la Belgique et du pays de Liège en 1793, etc., par Publicola Chaussard,... Buisson, Paris, 1793
- Monuments de l'héroïsme français. Nécessité de ramener à un plan unique et de coordonner à ceux déjà existants, les monumens qu'on propose d'élever à Paris, sur l'étendue comprise entre les Tuileries et l'Etoile, considérations générales et projet, impr. de Vve Panckoucke : (an IX)
- Le Nouveau Diable boiteux.  Tableau philosophique et moral de Paris, Paris, F. Buisson : 1798-1799
- Le Nouveau Diable boiteux.  Tableau philosophique et moral de Paris, au commencement du XIXe siècle, Paris, Barba : 1803
- Ode envoyée à l'Académie française sur le dévouement du duc de Brunswick qui mourut dans l'Oder le 27 avril 1785, en secourant des malheureux, Londres et Paris, Royez : 1787
- Ode patriotique, S. l.,), 1788
- Ode philosophique sur les arts industriels, lue à la séance publique du Lycée républicain, éditeur inconnu, Paris, Impr. des sciences et arts, 1798
- Ode sur la bataille de Wagram et ses résultats, (S. l., 1809.)
- Ode sur la fondation de la République française, Paris, impr. de Ve Panckoucke : an X
- Ode sur le combat d'Algésiras, Paris, impr. de Vve Panckoucke : an IX-1801
- Ode sur les derniers attentats du Gouvernement romain, Paris, Impr. des sciences et arts : an VI
- Pierre et le Niémen, ou l'Essor de la civilisation, ode, Orléans, Darnault-Maurant : 1809
- Poétique secondaire, ou Essai didactique sur les genres dont il n'est point fait mention dans la Poétique de Boileau, Paris, A. Egron : 1817
- Quatre odes sur la nouvelle du passage de sa majesté impériale et royale par Orléans, [circa 1808], Orléans, Darnault-Maurant
- Sur le tableau des Sabines, par David, Paris, C. Pougens : 1800
- Théorie des lois criminelles, ou Discours sur cette question : si l'extrême sévérité des lois diminue le nombre et l'énormité des crimes, suivi d'un tableau analytique des lois criminelles des différents peuples, composés en 1788, et publiés en 1789, par P.-J.-B. Chaussard,... Auxerre, impr. de L. Fournier : 1789
- Le Pausanias français. État des arts du dessin en France à l'ouverture du XIXe siècle. Salon de 1806. Publié par un observateur impartial, 1806, Paris, Buisson

Divers
- une traduction des Expéditions d'Alexandre, d'Arrien, 1803
- une Épître sur les genres dont Nicolas Boileau n'a pas fait mention dans l'Art poétique, 1811, transformée ensuite en un poème en 4 chants sous le titre de Poétique secondaire, 1819.

## Pour approfondir